# Voyage dans l'Amérique de gauche
Pour sa vie avec Roger Vailland, voir Drôle de vie (Vailland).
Voyage dans l'Amérique de gauche est un récit biographique écrit par Élisabeth Vailland avec une préface de Jean-Jacques Brochier, sur l'expérience qu'elle a vécue durant ses deux séjours aux États-Unis.

## Présentation
Élisabeth Vailland a tout au long de sa vie, de sa 'drôle de vie' comme elle l'a écrit, mené des combats politiques. Ce fut d'abord la Résistance en Italie son pays natal puis avec son mari dans le Parti communiste, avec les ouvriers de la vallée de l'Albarine, les cheminots d'Ambérieu-en-Bugey aux côtés de leur ami le député communiste Bourbon, l'accompagnant dans ses voyages, en particulier à l'île de la Réunion en 1958. Elle va ensuite continuer, s'engager dans les combats des minorités américaines en 1970-71.

## Contenu et synthèse
C'est à la demande de son amie Jane Fonda qu'elle se décide en 1970 à traverser l'océan atlantique pour l'accompagner dans cette 'Amérique de gauche' qu'elle connaît mal et qu'il lui tarde de découvrir. À cette occasion, elle va participer aux manifestations pour la défenses des Indiens, contre la guerre au Vietnam et pour prêter main-forte aux Black Panthers…
Elle s'engage aux côtés des déshérités, des laissés-pour-compte de l'opulente Amérique tout en prenant du recul pour écrire cette chronique qu'elle rédige 'sur le vif' dès son retour. Elle n'est pas une vedette, reste en retrait pour être un véritable témoin, noter ce qu'elle voit, ce auquel elle assiste, rien de plus, rien de moins. De ses deux voyages à six mois d'intervalle, elle va montrer les différences, des positions qui de part et d'autre, se sont radicalisées, la contestation centrée sur la lutte contre la guerre du Vietnam. Elle se centre plus sur la révolte d'Attica et le procès d'Angela Davis pour montrer que l'Amérique est bien plus complexe que l'image qu'en ont souvent les François et qu'elle est traversée par des rapports de force qui sont un sujet essentiel de réflexion pour la gauche française.